# Frankova vila
Frankova vila je rodinný dům čp. 118 v Nedvědici.

## Investor
Investorem vily byl stavitel železničních tratí Alois Frank (19. června 1843 Kolinec – 4. září 1918 Nedvědice), který byl pověřen vedením stavby úseku Tišnov–Rožná na železniční trati z Tišnova do Žďáru nad Sázavou. Alois Frank považoval úsek trati v blízkosti potoka Nedvědičky za natolik zajímavý, že si v Nedvědici nechal postavit vilu s výhledem na trať.

## Historie
Alois Frank poprvé přišel do Nedvědice v roce 1903 ve svých šedesáti letech, jeho vila pak byla dokončena v roce 1905 (nebo 1908). Po odchodu do důchodu v roce 1905 se do vily v Nedvědici nastěhovala také Frankova manželka Aloisie, která v domě žila až do své smrti v roce 1926.

## Architektura
Architektonický návrh vily vytvořil bratr Aloise Franka, plzeňský architekt L. J. Frank. Jedná se o jednu z architektonicky nejcennějších staveb počátku 20. století v Nedvědici.